# Yüksək dəstə 2001-2002
La Yüksək dəstə 2001-2002 è stata l'undicesima edizione del massimo campionato di calcio azero, disputata tra il 18 agosto 2001 e il 6 giugno 2002. Il campionato non si è concluso.
Capicannonieri del torneo furono Kanan Karimov (FK Gäncä) e Dmitri Kudinov (FK Karabakh) con 14 reti.
Nella stagione successiva nessuna squadra partecipò alle coppe europee.

## Formula
Le squadre partecipanti furono dodici e disputarono un turno di andata e ritorno per un totale di 22 partite. Alla fine di questa prima fase i club furono suddivisi in due gironi: le prime sei classificate giocarono per il titolo mentre le rimanenti sei per evitare la retrocessione in Birinci Divizionu destinata alle ultime due.
L'Araz Nahchivan venne esclusa per il mancato pagamento della tassa d'iscrizione e venne rimpiazzata dal FC Sahdag Qusar ma dopo la prima giornata il presidente del FK Vilash Masalli annunciò lo scioglimento del club e l'Araz venne così riammessa ma si ritirò anch'essa durante la pausa invernale venendo direttamente retrocessa.
La neopromossa Umid Baku cambiò nome in Tefekkur Universitesi Baku

## Classifica prima fase
|  | Pos. | Squadra                    | Pt | G  | V  | N | P  | GF | GS | DR  |
|  | ---- | -------------------------- | -- | -- | -- | - | -- | -- | -- | --- |
|  | 1.   | FK Shamkir                 | 50 | 22 | 15 | 5 | 2  | 54 | 14 | +40 |
|  | 2.   | Shafa Baku                 | 44 | 22 | 13 | 5 | 4  | 40 | 13 | +27 |
|  | 3.   | PFC Neftchi Baku           | 44 | 22 | 13 | 5 | 4  | 34 | 7  | +27 |
|  | 4.   | FK Karabakh                | 40 | 22 | 13 | 1 | 8  | 40 | 26 | +14 |
|  | 5.   | FK Gäncä                   | 38 | 22 | 12 | 2 | 8  | 39 | 31 | +8  |
|  | 6.   | Xəzər Universiteti         | 36 | 22 | 11 | 3 | 8  | 33 | 24 | +9  |
|  | 7.   | PFC Turan Tovuz            | 35 | 22 | 10 | 5 | 7  | 28 | 26 | +2  |
|  | 8.   | Araz Naxçivan              | 24 | 22 | 6  | 6 | 10 | 25 | 43 | -18 |
|  | 9.   | Tefekkur Universitesi Baku | 22 | 22 | 6  | 4 | 12 | 23 | 47 | -24 |
|  | 10.  | FC Sahdag Qusar            | 20 | 22 | 5  | 5 | 12 | 16 | 39 | -23 |
|  | 11.  | MOIK Baku                  | 15 | 22 | 4  | 3 | 15 | 15 | 37 | -22 |
|  | 12.  | Dinamo Bakili Baku         | 4  | 22 | 0  | 4 | 18 | 9  | 49 | -40 |

Legenda:

      Ammessa ai play-off
      Ammessa ai play-out
Note:

Tre punti a vittoria, uno a pareggio, zero a sconfitta.

## Seconda fase

### Play-off
|  | Pos. | Squadra            | Pt | G  | V | N | P | GF | GS | DR  |
|  | ---- | ------------------ | -- | -- | - | - | - | -- | -- | --- |
|  | 1.   | FK Shamkir         | 26 | 10 | 8 | 2 | 0 | 26 | 6  | +20 |
|  | 2.   | PFC Neftchi Baku   | 19 | 10 | 5 | 4 | 1 | 12 | 4  | +8  |
|  | 3.   | FK Karabakh        | 11 | 10 | 3 | 2 | 5 | 10 | 18 | -8  |
|  | 4.   | Xəzər Universiteti | 9  | 10 | 2 | 3 | 5 | 17 | 18 | -1  |
|  | 5.   | FK Gäncä           | 9  | 10 | 2 | 3 | 5 | 12 | 19 | -7  |
|  | 6.   | Shafa Baku         | 5  | 10 | 1 | 2 | 7 | 1  | 19 | -18 |

### Play-out
|  | Pos. | Squadra                    | Pt | G | V | N | P | GF | GS | DR  |
|  | ---- | -------------------------- | -- | - | - | - | - | -- | -- | --- |
|  | 7.   | MOIK Baku                  | 19 | 8 | 6 | 1 | 1 | 15 | 6  | +9  |
|  | 8.   | FC Sahdag Qusar            | 18 | 8 | 6 | 0 | 2 | 18 | 8  | +10 |
|  | 9.   | PFC Turan Tovuz            | 14 | 8 | 4 | 2 | 2 | 12 | 9  | +3  |
|  | 10.  | Tefekkur Universitesi Baku | 7  | 8 | 2 | 1 | 5 | 9  | -9 |     |
|  | 11.  | Dinamo Bakili Baku         | 0  | 8 | 0 | 0 | 8 | 8  | 21 | -13 |

Legenda:

      Campione d'Azerbaigian
      Retrocessa in Birinci Divizionu
Note:

Tre punti a vittoria, uno a pareggio, zero a sconfitta.

## Marcatori
| Gol |  |  | Giocatore      | Squadra     |
| --- |  |  | -------------- | ----------- |
| 14  |  |  | Kanan Karimov  | FK Gäncä    |
| 14  |  |  | Dmitri Kudinov | FK Karabakh |
| 13  |  |  | Alay Bahramov  | FK Shamkir  |